# Matheus Jesus
Matheus Sousa de Jesus, meglio noto come Matheus Jesus (Salvador, 10 aprile 1997), è un calciatore brasiliano, centrocampista del V-Varen Nagasaki.